# Riba de Neira
Riba de Neira (llamada oficialmente Santalla de Riba de Neira) es una parroquia española del municipio de Baralla, en la provincia de Lugo, Galicia.

## Organización territorial
La parroquia está formada por una entidad de población:
- Quintá Riva de Neira (Quintá de Riba de Neira)[4]

## Demografía
| Gráfica de evolución demográfica de Riba de Neira entre 2000 y 2019 |
|                                                                     |
| Datos según el nomenclátor publicado por el INE.                    |